# Stretford

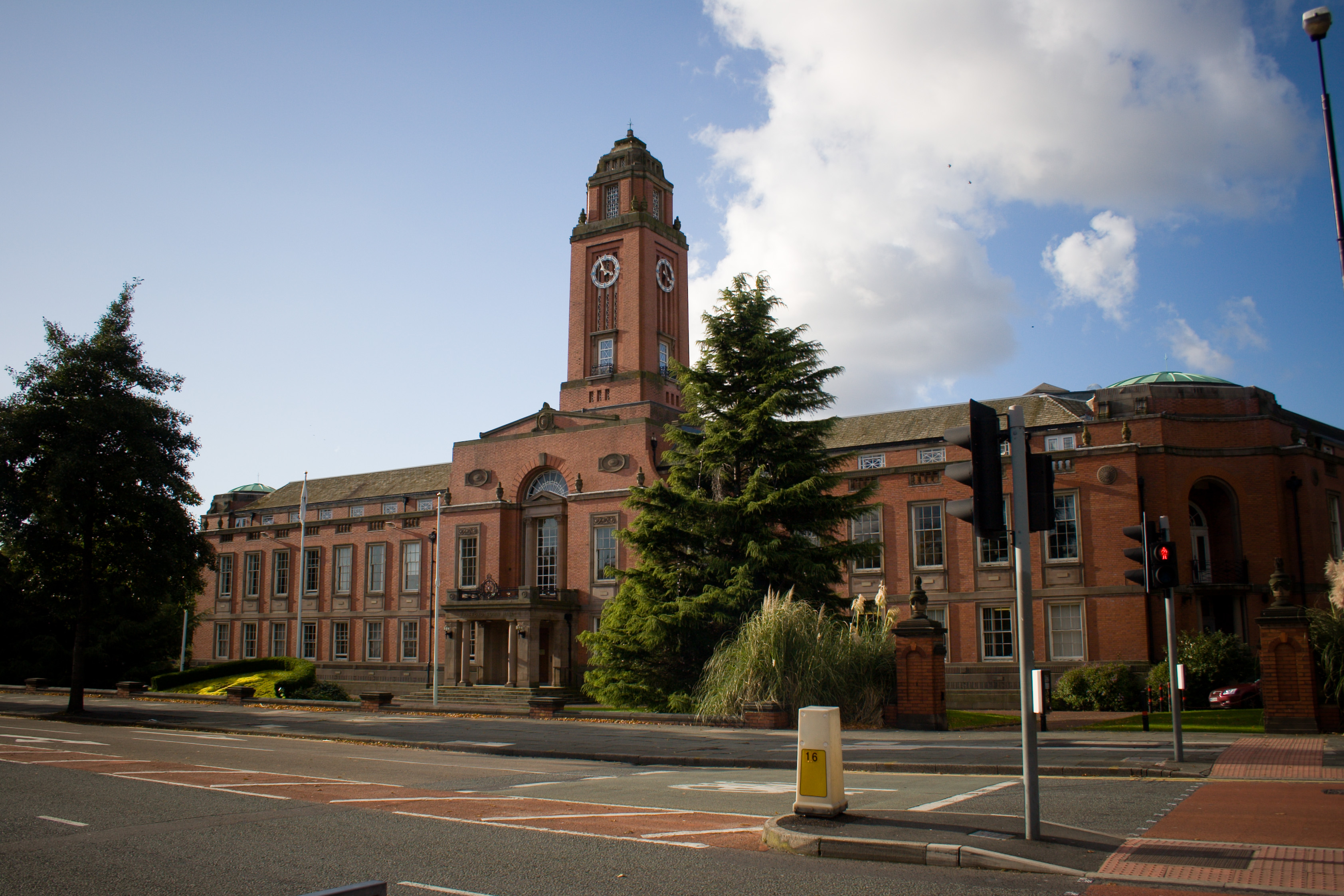
Trafford Town Hall 2008.

Stretford är en stad i distriktet Trafford, i nordvästra England i Storbritannien med 37 500 invånare (enl cencus 2001) belägen strax väster om, och direkt angränsande till Manchester, inom  Greater Manchester. Före 1971 tillhörde staden Lancashire county. 
Staden är känd för fotbollsarenan Old Trafford, där Manchester United spelat sina hemmamatcher sedan 1910, förutom några få år efter andra världskrigets slut, då arenan delvis var sönderbombad eftersom den låg i närheten av fabriker.
Staden har ett flertal järnvägsstationer, bland annat Trafford Holt, där tåg mellan Liverpool Lime Street Station och Manchester Piccadilly Station stannar under matchdagar. Även Greater Manchesters nya snabbspårväg har en hållplats i närheten av Old Trafford.
Eftersom staden inrymmer stora parkområden (vilket nästan saknas helt i Manchester) har staden blivit ett allt mer fashionabelt distrikt inom Manchester-regionen efter andra världskriget. Tidigare var staden ett industripräglat område, främst för matproduktion. 
Avståndet från stadens rådhus till Manchesters rådhus är omkring 6 kilometer. Staden indelas officiellt i fyra stadsdelar, Gorse Hill, Old Trafford, Trafford Park samt Firswood. Längst i söder gränsar staden till den för Liverpool berömda floden Mersey.
Den engelske sångaren och artisten Steven Patrick Morrissey växte upp i Stretford, på 384 King's Road.